# Stuck on You (Lionel-Richie-Lied)
Stuck on You ist ein Lied des US-amerikanischen Musikers Lionel Richie aus dem Jahr 1983.

## Entstehung und Veröffentlichung
Geschrieben und produziert wurde das Lied vom Interpreten selbst. Bei der Produktion erhielt Richie Unterstützung durch James Carmichael.
Die Erstveröffentlichung von Stuck on You erfolgte am 11. Oktober 1983 als Teil von Richies zweiten Studioalbum Can’t Slow Down bei Motown (Katalognummer: 6059 ML). Im Juni 1984 erschien das Lied als vierte Singleauskopplung aus dem Album. Diese erschien als 7″-Single mit der B-Seite Round and Round (Katalognummer: ZB 69197).

## Stil
Stuck on You ist eine Popballade, die sich von den anderen Kompositionen aus dem Album Can’t Slow Down unterscheidet, denn sie enthält mehr Einflüsse von Contemporary R&B und Country-Pop. Die Musikrichtung des Titels wird auch durch das Frontcover der Single verdeutlicht, auf diesem trägt Richie einen Cowboy-Hut.

## Kommerzieller Erfolg

### Chartplatzierungen
Stuck on You avancierte mit Rang zwei in Irland und Rang drei zum Top-10-Hit in den US-amerikanischen Billboard Hot 100. Darüber hinaus erreichte es Chartplatzierungen im Vereinigten Königreich (Rang 12), Belgien (Rang 13), den Niederlanden (Rang 21), Neuseeland und der Schweiz (je Rang 26) oder auch Deutschland (Rang 45).
| ChartsChartplatzierungen       | Höchstplatzierung | Wochen |
| ------------------------------ | ----------------- | ------ |
| Deutschland (GfK)              | 45 (7 Wo.)        | 7      |
| Schweiz (IFPI)                 | 26 (2 Wo.)        | 2      |
| Vereinigte Staaten (Billboard) | 3 (19 Wo.)        | 19     |
| Vereinigtes Königreich (OCC)   | 12 (12 Wo.)       | 12     |

| ChartsJahrescharts (1984)      | Platzierung |
| ------------------------------ | ----------- |
| Vereinigte Staaten (Billboard) | 32          |

### Auszeichnungen für Musikverkäufe
| Land/Region                  | Auszeichnungen für Musikverkäufe (Land/Region, Auszeichnung, Verkäufe) | Verkäufe |
| ---------------------------- | ---------------------------------------------------------------------- | -------- |
| Dänemark (IFPI)              | Gold                                                                   | 45.000   |
| Vereinigtes Königreich (BPI) | Gold                                                                   | 400.000  |
| Insgesamt                    | 2× Gold ·                                                              | 445.000  |

Hauptartikel: Lionel Richie/Auszeichnungen für Musikverkäufe

## Coverversionen
- 1996: Dune
- 2003: 3T
- 2003: Mark ’Oh
- 2009: Marcel Lüske
- 2010: Scooter (Stuck on Replay)